# Луркес (Болцано)
Луркес је насеље у Италији у округу Болцано, региону Трентино-Јужни Тирол.
Према процени из 2011. у насељу је живело 29 становника. Насеље се налази на надморској висини од 981 м.